# Renaissance (parti)
Renaissance är ett franskt socialliberalt politiskt parti, grundat av Emmanuel Macron den 6 april 2016. Den 5 maj 2022 bytte partiet sitt namn till Renaissance och formade ett valförbund tillsammans med andra liberala centerpartier inför parlamentsvalet 2022.
Dagen efter presidentvalets andra omgång, som Macron vann, meddelades att partiet byter namn till La république en marche!. Observatörer och politiska kommentatorer har beskrivit partiet som både socialt och ekonomiskt liberal i ideologi.
I juni 2017 parlamentsval fick LREM egen majoritet i Frankrikes parlament. LREM, fick 308 av de 577 platserna i parlamentet. 